# Рідакюла (Елва)
Рі́дакюла (ест. Ridaküla) — село в Естонії, у волості Елва повіту Тартумаа.

## Населення
Чисельність населення на 31 грудня 2011 року становила 67 осіб.

## Історія
До 24 жовтня 2017 року село входило до складу волості Пуг'я.